# Мала Сквирка
Мала́ Скви́рка — село в Україні, у Білоцерківському районі Київської області. Населення становить 481 осіб.

## Походження назви
У давнину було два поселення із назвою «Сквира» (менше у гирлі р. Сквирки при
впадінні її в Рось — тепер це с. Мала Сквирка Білоцерківського району; більше — при впадінні р. Домантівки в Сквирку, тепер це м. Сквира.) І. М. Желєзняк вважала, що гідронім Сквирка можна датувати періодом ще до VI ст. н. е.
Біля села Мала Сквирка річка пробивається крізь скелясту місцевість, підвищені береги. Ще й зараз на крутому правому березі є висока скеля біля колишнього городища. Назву річки Сквирка виводять із давньоруського діалектного слова «сквира», що означає «тріщина, щілина»

## Пам'ятки
За даними другої половини XX – початку XXI ст. у східній частині Малої Сквирки, а саме на мисі при усті р. Сквирки знаходиться середньовічне руське городище площею 1,2 га. По периметру пам’ятки збереглися залишки валів. Схили городища ескарповані – на 3-3,5 метри нижче краю розташована ділянка з ровом та валом. Його східний схил невисокий (близько 5 метрів) та пологий. Біля підніжжя городища простягнувся рів, що перерізає його напільну частину. Зараз городище зайняте кладовищем. З напільного боку городища розташоване сучасне йому селище. Частина східної надрічної тераси задернована, а її решта, що знаходиться під сівооборотом, прилягає до схилу городища і також має середньовічний культурний шар. У південному напрямку (під стадіоном і сусідніми садибами) фіксується ґрунтовий могильник, нівельований внаслідок господарської діяльності.
За підсумками спостережень середини – другої половини XIX ст. вважалося, що Малосквирківське городище слід датувати XII-XIII століттями. На підставі нових даних хронологія цієї пам’ятки розширена до XI-XIII століть.

На частині середньовічних пам’яток Малої Сквирки зафіксовано випадкові знахідки 15 вислих печаток XI-XII століть. Найцікавішим з малосквирківських молівдовулів є печатка із зображенням св. Іоанна Предтечі (на лицьовому боці) та грецьким текстом з іменами Георгія й Іоанна (на зворотньому боці).

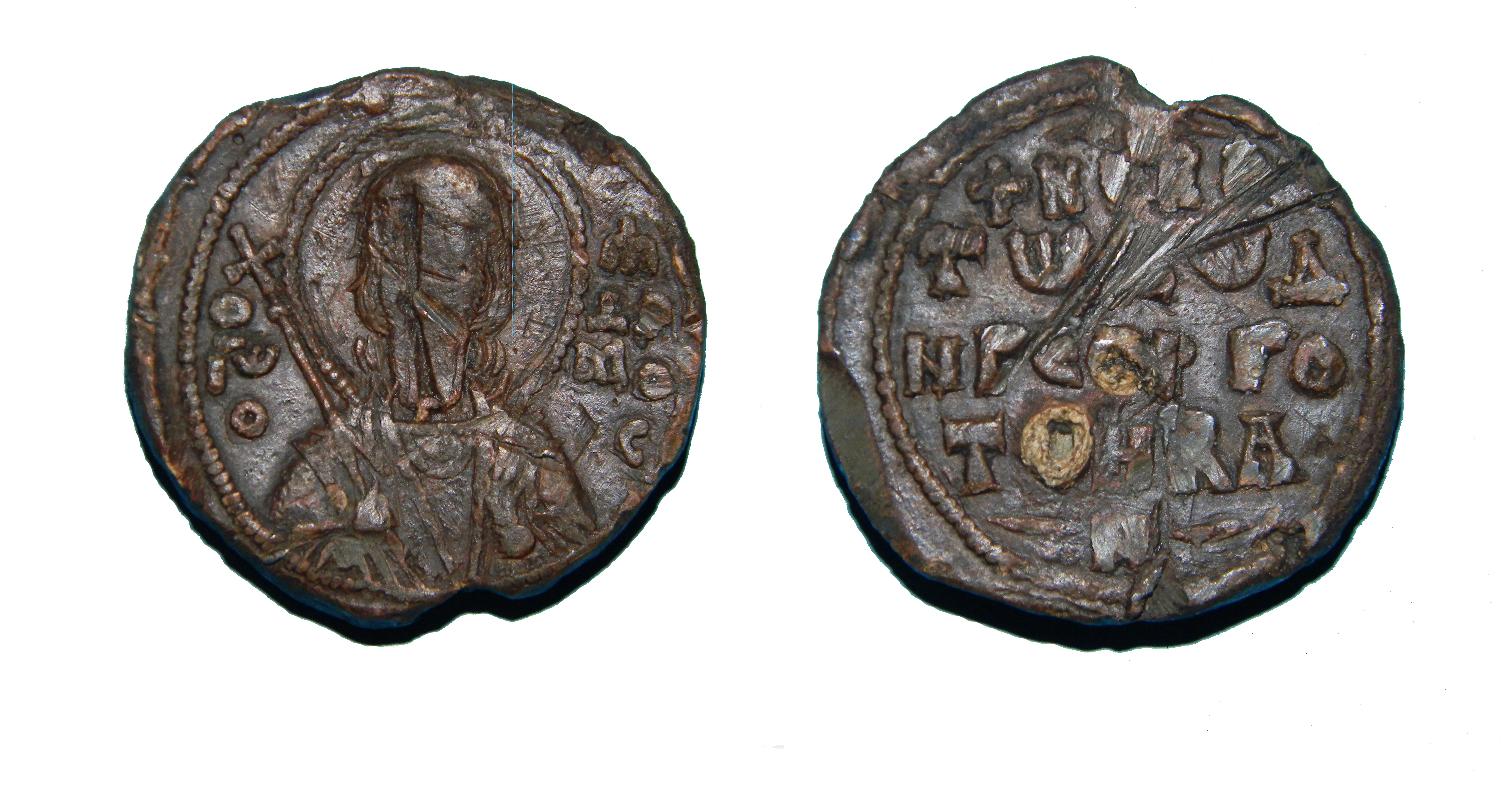
Висла печатка, знайдена в селі Мала Сквирка Білоцерківського району Київської області. Свинець, XI століття

 Ще дві видані печатки атрибутовані як такі, що належали великим князям київським Всеволоду Ярославичу та Мстиславу Ростиславичу Хороброму. З решти попередньо атрибутовані О. Алфьоровим печатки київського тисяцького Ратибора, єпископа новгородського Івана Поп’яна, а також князів Мстислава Великого і В’ячеслава Володимировичів, Ізяслава і Ростислава Мстиславичів, Рюрика Ростиславича (?) та Святослава Всеволодовича. Лише одна з малосквирківських печаток знайдена поза посадом – імітація чи підробка, виготовлена шляхом вирізання.
Окрім вислих печаток на теренах Малої Сквирки знайдено також вісім митних пломб. Вони окреслюють досить значний за тривалістю період торговельної активності в граді на усті Сквирки, що тривав, щонайменше, з другої половини XI до другої половини XIII ст. включно. Особливо слід наголосити на важливості верхньої межі цього періоду, адже він свідчить про те, що Середнє Поросся лишалося в системі оптової торгівлі Русі і після погрому Києва в 1240 р., а сам град на усті Сквирки лишався важливим місцевим торговельним центром впродовж кількох перших десятиліть монгольського панування у Руській землі.

## Відомі люди
В селі народився Міхеєв Михайло Віталійович — Герой Радянського Союзу.